# Schraubentheorie
Die Schraubentheorie ist eine hauptsächlich in der Mechanik der starren Körper verwendete Theorie zur Beschreibung statischer und kinematischer Systeme. Zentrales Konzept der Schraubentheorie ist die Schraube (engl. screw, franz. torseur), ein mathematisches Objekt, das der Modellierung von mechanischen Aktionen, Geschwindigkeiten und anderen Größen dient.
Die Schraubentheorie wurde erstmals 1876 vom irischen Astronom und Mathematiker Sir Robert Stawell Ball veröffentlicht. Nachdem sie lange Zeit wenig beachtet wurde, findet sie inzwischen wieder häufiger Verwendung, zum Beispiel in der Robotik. In Frankreich wurde die Schraubentheorie von Paul Appell aufgegriffen, wo sie zusammen mit einer etablierten Notation seit langem die Basis des Hochschulunterrichts der Mechanik bildet. An nichtfranzösischen Universitäten wird die Mechanik nur sehr selten nach der Schraubentheorie gelehrt.

## Schrauben erster Art
Die Gesamtheit der Geschwindigkeitsvektoren aller Punkte eines starren Körpers (ein Vektorfeld) lässt sich nach Wahl eines Bezugspunktes durch einen Rotationsvektor {\displaystyle {\overrightarrow {\Omega }}} und einen Translationsvektor {\displaystyle {\overrightarrow {V}}} (Einheit m/s) beschreiben. Der Rotationsvektor ist entlang der Rotationsachse ausgerichtet und besitzt eine Länge, die der Rotationsgeschwindigkeit um diese Achse (Einheit rad/s) entspricht.
Diese beiden Größen werden in einer Schraube erster Art (engl. twist, franz. torseur cinématique) zusammengefasst; die deutsche Bezeichnung geht auf Felix Klein zurück. Eine am Punkt {\displaystyle A} eines Körpers {\displaystyle S} definierte Schraube erster Art lässt sich demnach in einem Bezugssystem {\displaystyle R} durch sechs skalare Größen ausdrücken:
{\displaystyle \{{\mathcal {V}}(S/R)\}_{A/R}={\begin{Bmatrix}{\overrightarrow {\Omega }}(S/R)\\{\overrightarrow {V}}(A\in S/R)\\\end{Bmatrix}}_{A/R}={\begin{Bmatrix}\omega _{x}&V_{A\ x}\\\omega _{y}&V_{A\ y}\\\omega _{z}&V_{A\ z}\\\end{Bmatrix}}_{/R}}.
Für einen Körper 1, der sich relativ zum Körper 0 bewegt, schreibt man:
{\displaystyle \{{\mathcal {V}}_{1/0}\}_{A}={\begin{Bmatrix}{\overrightarrow {\Omega }}_{1/0}\\{\overrightarrow {V}}_{A\ 1/0}\end{Bmatrix}}_{A}={\begin{Bmatrix}\omega _{x}&V_{A\ x}\\\omega _{y}&V_{A\ y}\\\omega _{z}&V_{A\ z}\\\end{Bmatrix}}_{A}}.

### Eigenschaften
- Eine am Punkt {\displaystyle A} eines Körpers {\displaystyle S} in einem Bezugssystem {\displaystyle R} definierte Schraube besitzt an einem Punkt {\displaystyle B} den Wert:

{\displaystyle \{{\mathcal {V}}(S/R)\}_{B/R}={\begin{Bmatrix}{\overrightarrow {\Omega }}(S/R)\\{\overrightarrow {V}}(B\in S/R)\end{Bmatrix}}_{B/R}={\begin{Bmatrix}{\overrightarrow {\Omega }}(S/R)\\{\overrightarrow {V}}(A\in S/R)+{\overrightarrow {BA}}\times {\overrightarrow {\Omega }}(S/R)\end{Bmatrix}}_{B/R}}.
- Die Summe zweier am gleichen Punkt ausgedrückten Schrauben erster Art ist die aus der Summe der jeweiligen Rotations- und Translationsvektoren zusammengesetzten Schraube.
- Verkettung von Schrauben erster Art: {\displaystyle \{{\mathcal {V}}_{2/0}\}_{A}=\{{\mathcal {V}}_{2/1}\}_{A}+\{{\mathcal {V}}_{1/0}\}_{A}}
- Für die Translationsgeschwindigkeiten an zwei verschiedenen Punkten {\displaystyle A} und {\displaystyle B} eines gleichen Körpers gilt {\displaystyle {\overrightarrow {V}}(A/R)\cdot {\overrightarrow {AB}}={\overrightarrow {V}}(B/R)\cdot {\overrightarrow {AB}}}; diese Eigenschaft wird als Équiprojectivité bezeichnet.

### Resultate
Die Bewegung zweier durch ein mechanisches Gelenk verbundenen Bauteile lässt sich durch eine Schraube erster Art beschreiben. Die erlaubten Bewegungen hängen vom Typ des Gelenks ab, das sich durch eine Schraube erster Art charakterisieren lässt. Für ein entlang der z-Achse ausgerichtetes Drehgelenk lautet die Schraube der erlaubten Bewegungen beispielsweise:
{\displaystyle {\begin{Bmatrix}0&0\\0&0\\\Omega _{z}&0\\\end{Bmatrix}}_{A}}.
Anschaulich gesprochen bedeutet dies, dass die einzige mögliche relative Bewegung zweier derartig verbundener Bauteile eine Rotation um die z-Achse ist.

## Schrauben zweiter Art (Dynamen)
Es lässt sich zeigen, dass sich jedes Kräftesystem nach Wahl eines Bezugspunktes durch ein statisch äquivalentes Paar aus Resultierende {\displaystyle {\overrightarrow {\mathcal {R}}}} (Einheit N, Newton) und Drehmoment {\displaystyle {\overrightarrow {\mathcal {M}}}} (Einheit Nm, Newtonmeter) beschreiben lässt. Dieses Paar wird Schraube zweiter Art, Dyname, Kraftschraube oder Kraftwinder genannt (engl. wrench, franz. torseur statique).
Eine am Punkt {\displaystyle A} definierte räumliche Dyname lässt sich demnach durch sechs skalare Größen ausdrücken:
{\displaystyle \{{\mathcal {T}}_{A}\}_{A}={\begin{Bmatrix}{\overrightarrow {\mathcal {R}}}\\{\overrightarrow {\mathcal {M}}}_{A}\end{Bmatrix}}_{A}={\begin{Bmatrix}X&L_{A}\\Y&M_{A}\\Z&N_{A}\\\end{Bmatrix}}_{A}}.
Für die Aktion, die ein Körper 1 auf einen Körper 2 am Punkt {\displaystyle A} ausübt, schreibt man:
{\displaystyle \{{\mathcal {T}}_{1\rightarrow 2}\}_{A}={\begin{Bmatrix}{\overrightarrow {\mathcal {R}}}_{1\rightarrow 2}\\{\overrightarrow {\mathcal {M}}}_{A\ 1\rightarrow 2}\end{Bmatrix}}_{A}={\begin{Bmatrix}X_{1\rightarrow 2}&L_{A\ 1\rightarrow 2}\\Y_{1\rightarrow 2}&M_{A\ 1\rightarrow 2}\\Z_{1\rightarrow 2}&N_{A\ 1\rightarrow 2}\\\end{Bmatrix}}_{A}}.

### Eigenschaften
Eine Dyname besitzt ähnliche Eigenschaften wie eine Schraube erster Art:
- Das Drehmoment einer am Punkt {\displaystyle A} definierten Dyname hat am Punkt {\displaystyle B} den Wert {\displaystyle {\overrightarrow {{\mathcal {M}}_{B}}}={\overrightarrow {{\mathcal {M}}_{A}}}+{\overrightarrow {BA}}\times {\overrightarrow {R}}}.
- Die Summe zweier am gleichen Punkt ausgedrückten Dynamen ist die aus der Summe der jeweiligen Resultierenden und Momente zusammengesetzten Dyname.
- Ein Kräftepaar ist eine Dyname, deren Resultante der Nullvektor ist.
- Eine Dyname, deren Moment der Nullvektor ist, wird als Glisseur bezeichnet.
- Für die Momente einer Dyname an zwei verschiedenen Punkten {\displaystyle A} und {\displaystyle B} gilt {\displaystyle {\overrightarrow {{\mathcal {M}}_{A}}}\cdot {\overrightarrow {AB}}={\overrightarrow {{\mathcal {M}}_{B}}}\cdot {\overrightarrow {AB}}} (Équiprojectivité).

### Resultate
Wenn {\displaystyle n} durch am gleichen Punkt {\displaystyle I} definierte Dynamen beschriebene Aktionen auf einen Körper {\displaystyle S} einwirken, so besagt die Gleichgewichtsbedingung, dass die Summe aller Dynamen die Nulldyname ergibt:
{\displaystyle \{{\mathcal {T}}_{1\rightarrow S}\}_{I}+\{{\mathcal {T}}_{2\rightarrow S}\}_{I}+\ldots +\{{\mathcal {T}}_{n\rightarrow S}\}_{I}=\{0\}}
Ein Körper kann am Berührungspunkt nur dann eine Kraft an einen anderen Körper weitergeben, falls eine gegenseitige Bewegung verhindert wird. Für das Beispiel des entlang der z-Achse ausgerichteten Drehgelenks lautet die Dyname der übertragbaren Aktionen:
{\displaystyle {\begin{Bmatrix}X&L_{A}\\Y&M_{A}\\Z&0\\\end{Bmatrix}}_{A}}

## Torseur cinétique und Torseur dynamique
Die französische Mechaniklehre kennt außerdem den Torseur cinétique, der zur Berechnung der kinetischen Energie eines Systems angewandt wird, sowie den Torseur dynamique, mit dem das zweite newtonsche Gesetz ausgedrückt werden kann.